# Tracermessung
Bei der Tracergasmessung (auch als Spurengasmessung oder Indikatorgasmessung bezeichnet) wird die Raumluft oder ein Luftstrom mit einer geringen Menge Tracergas angereichert. Infolge der Verdünnung dieses Gases kann durch Messung des Konzentrationsabfalls der im Raum wirksame Volumenstrom bzw. ein Leckagevolumenstrom berechnet werden.
Die vielfältigen Anwendungsmöglichkeiten dieser Messmethode gestatten unter anderem die Messung des Wirkungsgrades einer Lüftungsanlage. Das Indikatorgasverfahren zur Bestimmung des Luftwechsels in Gebäuden ist in der DIN EN ISO 12569 detailliert beschrieben. Als Tracergase werden heute dank hochempfindlicher Gasanalysatoren nur geringste Gasmengen verwendet, die keinerlei physiologische Wirkung auf den Menschen haben.

## Beispiele für die Anwendung der Tracergas-Messtechnik
- Volumenstrommessung in Luftkanälen
- Messung der Gebäudedichtheit
- Leckagemessung in technischen Systemen
- Messung der Luftwechselrate nach DIN ISO EN 12569
- Messung von Kurzschlüssen bei dezentralen Geräten
- Messung des Volumenstromes im Raum
- Ermittlung der Betriebskennlinie von Mischluftklappen
- Überprüfung von Volumenstromreglern im Einbauzustand
- Schadgasübertragung / Wirksamkeit von Absauganlagen
- Messung der Rauchdichtheit von Brandabschnitten / Messung der Rauchausbreitung
- Messung des Fortluftanteiles der wieder in das Gebäude Eintritt
- Analyse der Schadstoffausbreitung im Gebäude
- Dichtigkeit von Verschlussklappen
- Dichtigkeit von Lagerstätten gefährlicher Güter
- Test der Wirksamkeit von Notlüftungssystemen
- Überprüfung der Keimausbreitung in Krankenhäusern
- Bestimmung des Abluftanteils in der Zuluft
- Leckageortung von Rohrleitungen (Fernwärmetrasse, Gasleitungen …)